# Bradford Forster Square
Bradford Forster Square (ang: Bradford Forster Square railway station) – stacja kolejowa w miejscowości Bradford, w hrabstwie West Yorkshire, w Anglii. Większość usług do/z dworca kolejowego jest obsługiwana pociągami 333, obsługiwanym przez Northern Rail, na Airedale Line do Skipton, Wharfedale Line do Ilkley i Leeds-Bradford Lines do Leeds.
Drugi główny dworzec kolejowy w mieście to Bradford Interchange, około 10 minut pieszo Forster Square, gdzie kursują pociągi na Calder Valley Line do Halifaksu, Huddersfield, Manchester Victoria, Blackpool i London Kings Cross. Bradford Interchange znajduje się na wyższym poziomie (na tym samym co centrum miast), niż Forster Square. Projektowane jest połączenie tych dwóch stacji tunelem średnicowym.

## Linie kolejowe
- Airedale Line
- Wharfedale Line